# Diploschistella athalloides
Diploschistella athalloides är en lavart som först beskrevs av William Nylander och fick sitt nu gällande namn av Lücking, K. Knudsen & Fryday. 
Diploschistella athalloides ingår i släktet Diploschistella och familjen Gomphillaceae.   Inga underarter finns listade i Catalogue of Life.